# Herbert Bunston
Herbert Bunston (ur. 15 kwietnia 1874, zm. 27 lutego 1935) – angielski aktor sceniczny i filmowy. Zasłynął jako odtwórca doktora Johna Sewarda w scenicznej broadwayowskiej i filmowej adaptacji powieści Drakula Brama Stokera.
Urodził się w Dorset w 1874 roku. Ukończył Cranleigh School w Surrey. W latach 1896–1922 grał w wielu sztukach na brytyjskich scenach. W 1922 roku wyemigrował do Stanów Zjednoczonych. Po raz pierwszy pojawił się na scenie Broadwayu w 1923 roku w sztuce The Enchanted Cottage autorstwa Arthura Winga Pinero u boku aktorki Katharine Cornell. Zagrał łącznie w blisko stu sztukach scenicznych.
5 października 1927 roku, pojawił się u boku Béli Lugosi i Edwarda Van Sloan w sztuce Hamiltona Deane’a Dracula, według powieści Brama Stokera. Sztuka okazała się sukcesem i przyniosła aktorom w niej grającym duży rozgłos.
Po sukcesie tej sztuki, aktor podpisał kontrakt z wytwórnią Metro-Goldwyn-Mayer. Zagrał w wielu filmach o różnych poziomach artystycznych. Najgłośniejsza była jego rola w filmie Dracula (1931). Po sukcesie filmu Bunston nadal grał jako aktor przez cztery lata, aż do śmierci w 1935 roku.